# Айяла, Луис (футболист)
Луис Мигель Айяла Брусил (исп. Luis Miguel Ayala Brucil; род. 24 сентября 1993, Ибарра) — эквадорский футболист, защитник клуба «ЛДУ Кито».

## Клубная карьера
Айяла начал карьеру в клубе «Макара». 5 августа 2012 года в матче против «Эль Насьональ» он дебютировал в эквадорской Примере. В начале 2013 года Луис перешёл в «Индепендьенте дель Валье». 3 марта в матче против «Универсидад Католика» из Кито он дебютировал за новую команду. 22 июня в поединке против «Депортиво Кито» Айяла забил свой первый гол за «Индепендьенте дель Валье». В 2016 году он помог команде выйти в финал Кубка Либертадорес.

## Международная карьера
В 2013 году в составе молодёжной сборной Эквадора Айяла принял участие в молодёжном чемпионате Южной Америки в Аргентине. На турнире он сыграл в матчах против команд Уругвая и Перу.

## Достижения
Командные
 «Индепендьенте дель Валье»
- Финалист Кубка Либертадорес — 2016